# Lutzomyia pastazaensis
Lutzomyia pastazaensis är en tvåvingeart som beskrevs av Fernandez R., Carbajal F., Alexander B., Need J. T. 1993. Lutzomyia pastazaensis ingår i släktet Lutzomyia och familjen fjärilsmyggor.
Artens utbredningsområde är Peru. Inga underarter finns listade i Catalogue of Life.